# Airton Santos Vargas
Airton Santos Vargas (Pelotas, 26 de setembro de 1933 – Porto Alegre, 2 de novembro de 2013) foi um político brasileiro.
Filiado ao Partido Democrático Social (PDS), foi presidente da Assembleia Legislativa do Rio Grande do Sul, de 10 de maio de 1982 a 31 de janeiro de 1983. Assumiu diversas vezes interinamente o cargo de governador do Estado do Rio Grande do Sul.